# Gran Premio d'Italia 1925
Il Gran Premio d'Italia 1925 fu la V edizione del Gran Premio d'Italia e si svolse all'Autodromo nazionale di Monza.
La gara, disputata il 6 settembre 1925, fu vinta dall'Alfa Romeo P2, pilotata da Gastone Brilli-Peri alla media di 152,596 km/h.

## La gara

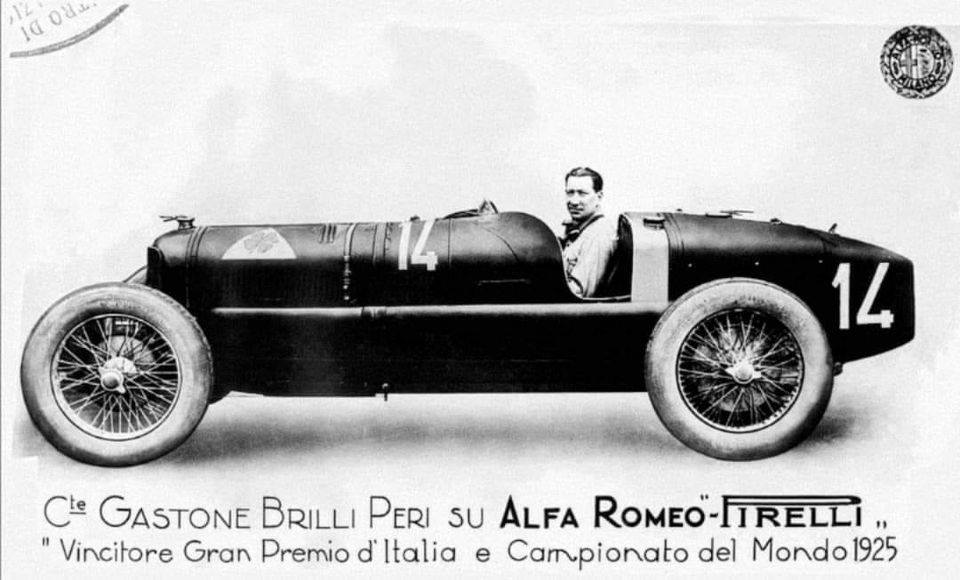
Gastone Brilli-Peri, 1925.

Furono disputati 80 giri del circuito, lungo 10 km, per un totale di 800 km. Delle sedici vetture iscritte, quindici presero parte alla gara e solo otto di queste la portarono a termine.

## Classifica
| Pos. | Nº | Pilota               | Auto           | Giri | Tempo   |
| ---- | -- | -------------------- | -------------- | ---- | ------- |
| 1    | 14 | Gastone Brilli-Peri  | Alfa Romeo P2  | 80   | 5h14m33 |
| 2    | 5  | Giuseppe Campari     | Alfa Romeo P2  | 80   | 5h33m30 |
| 2    | 5  | Giovanni Minozzi     | Alfa Romeo P2  | 80   | 5h33m30 |
| 3    | 19 | Meo Costantini       | Bugatti 39     | 80   | 5h44m40 |
| 4    | 7  | Tommy Milton         | Duesenberg 122 | 80   | 5h46m40 |
| 5    | 10 | Pete DePaolo         | Alfa Romeo P2  | 80   | 5h48m10 |
| 6    | 23 | Ferdinand de Vizcaya | Bugatti 37     | 80   | 5h50m49 |
| 7    | 24 | Giulio Foresti       | Bugatti 37     | 80   | 5h55m18 |
| 8    | 21 | Pierre de Vizcaya    | Bugatti 37     | 80   | 6h01m37 |